# Гильманов, Фарит Фаррахович
Фарит Фаррахович Гильманов (баш. Фәрит Фаррах улы Гильманов, род. 8 февраля 1976, д. Кызыл-Октябрь Ишимбайского района, Башкирская АССР, РСФСР, СССР) — глава администрации города Салавата с апреля 2011 года (с 18 марта 2011 — и. о. главы Администрации города Салавата). Член партии Единая Россия с 2011 года.
Предыдущий глава города, Радик Бурхаметов, ушел с должности по собственному желанию (фигурант уголовного дела по статье «превышение должностных полномочий» и подозревается в незаконной передаче коммерческой структуре имущества городского водоканала). На и. о. мэра города Рустема Муртазина заведено уголовное дело («Злоупотребление должностными полномочиями»,).

## Адрес
Инд. 453261, Здание администрации, г. Салават, ул. Ленина, 2

## Образование
В 1998 году окончил Санкт-Петербургский институт пожарной безопасности МВД России. В 2008 году закончил адъюнктуру Санкт-Петербургского университета государственной пожарной службы МЧС России. Кандидат педагогических наук.
Диссертация по теме: «Педагогические условия развития профессиональной компетентности сотрудников Государственной противопожарной службы МЧС России». Место защиты: С.-Петербургский гос. университет ГПС МЧС России.

## Трудовая деятельность
С 1998 года в должности заместителя начальника ПЧ-53 ОГПС-2 МВД РБ. C 2000 года Гильманов — начальник ПЧ-36 ОГПС-2 МВД Республики Башкортостан (с 2002 года — МЧС РБ). С 2005 года по март 2011 года служил начальником отдела государственной пожарной инспекции г. Салават УГПН ГУ МЧС России по Республике Башкортостан. Является подполковником внутренней службы МЧС России.
...«Задачи, которые ставятся перед Единой Россией, перед Администрацией города и перед республикой – едины, и мы будем работать в одном ключе, все вместе» 

## Семья
Женат, воспитывает сына и дочь.

## Награды
Гильманов Ф. Ф. награждён медалями МЧС России, имеет знак МЧС «Лучший работник пожарной охраны».

## Деятельность на посту Главы администрации
- Совершенствование системы местного самоуправления
- Проведение регулярных выездных совещаний по вопросам благоустройства города[6].